# 江良房榮
江良房榮（永正12年（1515年）- 天文24年3月16日（1555年4月7日）），戰國時代的武將。大内氏、陶氏家臣。兄長為江良賢宣。兒子為彦二郎，女兒嫁給白井晴胤（白井賢胤嫡子）。
生涯
先後仕於大内義隆、大内義長及陶晴賢。名字中的「房」字是拜領陶晴賢本名「隆房」中的1字（兄長賢宣則拜領陶晴賢的「賢」字）。
與弘中隆兼並稱為勇將，由於智勇兼備，與尼子氏交戰後，就連毛利元就也刮目相看。而房榮也見識元就的力量，因而向陶晴賢進言應與元就保持和睦（桂岌圓決書）。
數度擔任大將，並率軍轉戰於安藝國及備後國，非常活躍。天文20年（1551年）大寧寺之變時，與宮川房長共同領軍自防府侵攻山口。天文22年（1553年）年10月，受陶晴賢之命擔任備前旗返山城之城代。
義隆死後，吉見正賴叛變（三本松城之戰），天文23年（1554年），毛利氏自大内・陶氏的勢力中獨立（防藝引分）。元就嘗試引誘陶方重臣房榮擔任內應，房榮原本在天文24年2月答應，但在回覆信中要求增加300貫知行，此舉造成與毛利氏的關係惡化，毛利氏於是釋放出「房榮成為元就內應」的流言。
同年3月15日，房榮率領警固眾（水軍）140餘艘進攻佐東郡及嚴島。但自岩國返回後翌日16日，於琥珀院遭到（陶晴賢指使）弘中隆兼暗殺身亡。除了兄長江良賢宣外，江良一族盡諸屠戮。
兄長江良賢宣於嚴島之戰後仍仕於大内家，在防長經略期間與山崎興盛共同於須須萬沼城籠城，城陷後降伏於毛利氏。